# Jan Karol Romanowski
Jan Karol Romanowski herbu Bożawola (zm. przed 1 grudnia 1694) – podkomorzy chełmski od 1676 roku, chorąży chełmski w latach 1662–1676, podsędek chełmski w latach 1660–1662, podstarości krasnostawski w latach 1660–1663, cześnik chełmski w latach 1656–1660, rotmistrz królewski, rotmistrz wojska powiatowego ziemi chełmskiej w 1651 i 1653 roku.

## Życiorys
Poseł województwa inflanckiego na sejm 1661 roku. Poseł sejmiku chełmskiego na sejm 1664/1665 roku, poseł na drugi sejm 1666 roku, sejm 1667 roku, sejm nadzwyczajny 1668 roku, sejm nadzwyczajny (abdykacyjny) 1668 roku. Poseł na sejm konwokacyjny 1668 roku z ziemi chełmskiej. Był członkiem konfederacji generalnej zawiązanej 5 listopada 1668 roku na tym sejmie. Był elektorem Michała Korybuta Wiśniowieckiego z ziemi chełmskiej w 1669 roku, jako deputat podpisał jego pacta conventa. Poseł na sejm nadzwyczajny 1670 roku z ziemi chełmskiej. Był członkiem konfederacji generalnej zawiązanej 15 stycznia 1674 roku na sejmie konwokacyjnym. Deputat do konstytucji z Małopolski w 1683 roku.